# NGC 377
NGC 377 (другие обозначения — ESO 541-19, MCG −4-3-53, IRAS01041-2036, PGC 3931) — спиральная галактика (Sbc) в созвездии Кит.
Джон Дрейер описывал её "очень слабая, очень маленькая, сильно вытянутая, более яркая середина и ядро".
По оценкам, расстояние до Млечного Пути 786 миллионов световых лет.
База данных SIMBAD связывает галактику PGC 3931 [архив] с NGC 412, что кажется ошибкой.
Объект был обнаружен 15 октября 1866 года американским астрономом Фрэнком Ливенвортом.
Этот объект входит в число перечисленных в оригинальной редакции «Нового общего каталога».